# Bofors L60
«Бофорс» (полное наименование Bofors 40 mm Luftvärnsautomatkanon, сокр. Lvakan 40/60 или L/60, со швед. — «40-мм зенитная автоматическая пушка армейская передвижная, со стволом длиной 60 калибров марки «Бофорс», военные индексы варьировались в зависимости от конкретной модификации и от страны-оператора) — автоматическое зенитное орудие калибра 40 мм, разработанное в 1929—1932 годах шведской фирмой AB Bofors. Самое распространённое и применяемое средство противовоздушной обороны Второй мировой войны, активно применявшееся обеими противоборствующими сторонами как в сухопутном, так и в корабельном вариантах с многочисленными модификациями (казематные, буксируемые, самоходные бронированные и небронированные, железнодорожные, авиадесантируемые и проч.). По состоянию на 1939 год (на момент начала военных действий в Европе) шведские производители экспортировали «Бофорс» в 18 стран мира и заключили лицензионные договоры с ещё 10 странами. Выпуском орудий занималась военная промышленность стран Оси и союзников по Антигитлеровской коалиции. 40-мм орудие «Бофорс» состояло на вооружении многих стран мира. Его дальнейшим развитием стало орудие Bofors L70. Bofors L60 часто называют просто «Бофорс».

## История создания
К созданию 40-мм автоматической пушки шведский концерн «Бофорс» приступил в 1928 году по заказу ВМС Швеции. Моряки, недовольные характеристиками ранее закупленных британских автоматических пушек «Пом-пом», желали получить более надёжное и дальнобойное оружие для ведения огня прежде всего по воздушным целям. Первые образцы, представленные на испытания в 1929 году оказались ненадёжными. Лишь к 1932 году орудие удалось довести до требуемого уровня и оно стало предлагаться заказчикам.
Поскольку шведский флот в тот период увлёкся автоматическими зенитными системами меньших калибров, первым заказчиком L60 стал голландский флот, установивший 5 спаренных установок этого типа на лёгкий крейсер «Де Рёйтер» (De Ruyter). В дальнейшем голландский флот закупил ещё ряд партий оружия для вооружения кораблей, причём пушки монтировались на специальной стабилизированной установке, разработанной голландской компанией «Хаземейер» (Hazemeyer). В конце 1930-х годов эта установка была наиболее совершенным в мире зенитным оружием ближнего действия.
В то время фирма «Бофорс» поддерживала теснейшие деловые контакты с немецким военно-промышленным концерном «Крупп», в связи с чем упорно ходили слухи о том, что орудие на самом деле было разработано немецкими инженерами лабораторий «Крупп», но об этом не могло быть заявлено публично, так как согласно подписанному немецким главнокомандованием акту о капитуляции и Версальскому мирному договору, Веймарская Германия признавалась побеждённой стороной по итогам Первой мировой войны, что налагало на национальную промышленность и прикладную науку соответствующие ограничения, в том числе и на разработку отдельных видов вооружений. Согласно данной гипотезе, немецкое военное руководство желало испытать новый образец зенитного вооружения в боевой обстановке, в одном из назревающих локальных конфликтов, предварительно поставив опытную партию орудий одной из воюющих сторон. Однако для этого требовалось право на участие в международной торговле оружием, которого они не имели по вышеописанным причинам, в то время как Швеция имела такое право, будучи нейтральным государством. Поставка из Германии партии новых зенитных орудий в ту или иную страну не могла пройти без международной огласки этого события и недопустимость широкой огласки немецкого перевооружения служила дополнительным аргументом в пользу данной версии и якобы имевшая место протекция, оказанная Круппами и другими влиятельными немецкими промышленниками в продвижении нового продукта на мировой рынок вооружений и их посредничество в заключении международных сделок с участием Швеции как стороны-поставщика. Также, в основе такого рода гипотез указывалось и то обстоятельство, что немецкие конструктора имели богатый и разносторонний опыт проектирования и создания зенитных вооружений, продиктованный практической потребностью кайзеровской армии и флота в военные годы, так как Германия являлась одним из главных государств-участников Первой мировой войны, тогда как Швеция вообще была нейтральным государством в ходе минувшей войны и такого опыта в создании вооружения местным конструкторам просто неоткуда было набраться.

## Производство

### Швеция
| Заказы на поставку орудий фирме AB Bofors в период 1932—1939 гг. | Заказы на поставку орудий фирме AB Bofors в период 1932—1939 гг. | Заказы на поставку орудий фирме AB Bofors в период 1932—1939 гг. | Заказы на поставку орудий фирме AB Bofors в период 1932—1939 гг. | Заказы на поставку орудий фирме AB Bofors в период 1932—1939 гг. | Заказы на поставку орудий фирме AB Bofors в период 1932—1939 гг. |
| Заказчик                                                         | Дата¹                                                            | L/60                                                             | M/32                                                             | BK/2                                                             | M/36                                                             |
| ---------------------------------------------------------------- | ---------------------------------------------------------------- | ---------------------------------------------------------------- | ---------------------------------------------------------------- | ---------------------------------------------------------------- | ---------------------------------------------------------------- |
| Австрия                                                          | июль 1935                                                        | 8                                                                | 0                                                                | 0                                                                | 0                                                                |
| Аргентина                                                        | август 1937                                                      | 60                                                               | 0                                                                | 0                                                                | 0                                                                |
| Бельгия                                                          | август 1935                                                      | 134                                                              | 0                                                                | 0                                                                | 0                                                                |
| Британская империя                                               | май 1937                                                         | 509                                                              | 0                                                                | 0                                                                | 0                                                                |
| Голландская Ост-Индия                                            | декабрь 1936                                                     | 93                                                               | 0                                                                | 0                                                                | 32                                                               |
| Греция                                                           | декабрь 1938                                                     | 0                                                                | 0                                                                | 22                                                               | 0                                                                |
| Дания                                                            | 1939                                                             | 0                                                                | 0                                                                | 0                                                                | 2                                                                |
| Египет                                                           | март 1938                                                        | 32                                                               | 0                                                                | 0                                                                | 0                                                                |
| Латвия                                                           | май 1938                                                         | 48                                                               | 0                                                                | 0                                                                | 0                                                                |
| Нидерланды                                                       | июль 1932                                                        | 52                                                               | 0                                                                | 29                                                               | 0                                                                |
| Норвегия                                                         | апрель 1936                                                      | 33                                                               | 3                                                                | 0                                                                | 0                                                                |
| Польша                                                           | май 1934                                                         | 60                                                               | 0                                                                | 6                                                                | 0                                                                |
| Португалия                                                       | 1939                                                             | 54                                                               | 0                                                                | 0                                                                | 0                                                                |
| Сиам                                                             | 1937²                                                            | 0                                                                | 0                                                                | 0                                                                | 0                                                                |
| Франция                                                          | сентябрь 1937                                                    | 34                                                               | 0                                                                | 0                                                                | 0                                                                |
| Финляндия                                                        | ноябрь 1937                                                      | 31                                                               | 4                                                                | 2                                                                | 0                                                                |
| Швеция                                                           | март 1932                                                        | 68                                                               | 3                                                                | 16                                                               | 131                                                              |
| Эстония                                                          | октябрь 1936                                                     | 0                                                                | 2                                                                | 0                                                                | 0                                                                |
| Королевство Югославия                                            | январь 1936                                                      | 0                                                                | 8                                                                | 6                                                                | 0                                                                |
| Всего                                                            | 1932—1939 гг.                                                    | 1216                                                             | 20                                                               | 81                                                               | 165                                                              |

1 В таблице указана дата получения первого заказа на поставку одного или нескольких орудий;
2 Заказ был размещён в 1937 году, но в стране произошёл государственный переворот.
Фирма «Бофорс» занималась производством зенитных орудий, главным образом, на экспорт (менее 15% от произведённых ими в довоенный период орудий поступили на вооружение Шведской армии и других видов национальных вооружённых сил). Однако, ряд факторов препятствовал росту темпов производства, которые были традиционно низкие, в силу, во-первых, технологий производства, не предусматривавших выполнение каких-либо срочных заказов большого объёма, во-вторых, в силу невысоких мобилизационных возможностей шведской промышленности вообще и отсутствия курса мобилизационной политики как таковой, в-третьих, слаборазвитой транспортно-логистической структуры, в-четвёртых, строгого соблюдения в стране законодательства о защите интеллектуальной собственности, требующего лицензирования любых иных производителей, даже в пределах одного государства. Помимо перечисленных выше, немаловажным ограничивающим фактором было, с одной стороны, отсутствие постоянных крупных заказчиков на новую продукцию у себя в стране, как это имело место в наиболее развитых в военно-промышленном отношении государствах мира, где местные монополии всегда имели крупных заказчиков в лице национальных армий и флотов, с другой стороны — отсутствие спроса на новый образец вооружения за рубежом. Спрос этот было необходимо создать, для чего за рубеж регулярно направлялись сотрудники «Бофорс» с орудиями для проведения презентаций и показательных выступлений, наподобие гастролей странствующих артистов. География «гастролей» охватывала практически весь мир, от Южной Америки до Восточной Азии, презентации устраивались перед администрацией Голландской Ост-Индии в Батавии (присутствовали также представители Китайской Республики) сиамским правительством во главе с Премьер-министром генералом П. Пхаюхасеной и высшими должностными лицами в Бангкоке (сиамский генералитет был впечатлён представлением и распорядился заказать орудия для строившихся в Италии кораблей сиамского флота, но вскоре в стране произошёл очередной переворот, заказчик был низвергнут). Среди потенциальных заказчиков, которым было устроено представление и которые заинтересовались новым оружием был Шах Персии Реза Пехлеви вместе с придворными, но так как они уже разместили заказ на предприятиях фирмы «Бофорс» на поставку 75-мм горных пушек, что было более актуальным для Персидской шахской армии на тот момент, с заказом зенитных орудий было решено повременить. Крупный успех маркетинговой стратегии фирмы «Бофорс» ожидал в Швейцарии, которая вела переговоры о размещении крупного заказа высокой срочности. Но производственные мощности фирмы с их медленными темпами производства не поспевали за успехами корпоративного маркетинга, который к тому времени уже набрал столько мелких заказов от национальных правительств, что выполнение ещё одного, но крупного, привело бы к неминуемым проволочкам и срывам плана поставок, в результате чего швейцарское военное командование отдало предпочтение 20-мм пушкам «Эрликон» местного производства Непривычным успехом явились заказы из Британской империи и особенно из Франции, — страны, оружейная промышленность которой составляла объект особой национальной гордости, чтобы заказывать что-либо из-за рубежа и ставить себя в зависимость от внешних поставщиков. В целом, основной объём производства пришёлся на другие страны, в первую очередь США.

### Австралия
До конца 1936 года, в Австралии вообще не существовало какого бы то ни было артиллерийского производства. По чертежам, полученным из Британии, австралийское производство по заказу Армии Австралии было налажено на одном казённом предприятии:
Подрядчики первой очереди (государственный сектор)
| - Казённая оружейная фабрика, Марибирнонг, Виктория. Субподрядчики (частный сектор) - Australian Glass Manufacturers Pty Ltd, Сидней, Новый Южный Уэльс (автомат заряжания); | - Ford Motor Company of Australia Proprietary, Ltd, Кэмпбеллфилд, Виктория; - H. V. McKay−Massey Harris Pty Ltd, Sunshine Harvester Works, Мельбурн, Виктория; - Paton Brake Company; |

Темпы производства на Марибирнонгской оружейной фабрике в июне 1942 года составляли одно орудие в месяц, к августу 1943 года возросли до двадцати пяти в месяц, при среднем показателе десять орудий в месяц. Всего до прекращения производства было выпущено 290 орудий австралийского производства (при заказе на 1200 единиц) и 700 запасных стволов. По мере всё большего удаления очагов военных действий от австралийского побережья в сторону Японии, актуальность национального оружейного производства снижалась и дело уверенно шло к остановке производства. Ряд узлов и агрегатов, таких как автомат заряжания и механические приводы установки импортировались из США. Первые автоматы заряжания местного производства были выпущены стекольным заводом «Острэлиен Гласс» уже после прекращения производства орудия.

### Британия
Британское военное министерство впервые проявило интерес к новому орудию в 1933 году, когда военный атташе в Швеции начал высылать рапорта о новом образце зенитного вооружения фирмы «Бофорс», тем не менее, по мнению Т. Гандера, на том этапе представители британского военного ведомства не были готовы в полной мере оценить степень важности новейшей разработки. Когда они, наконец, созрели для этого, производство было развёрнуто на следующих предприятиях:
Подрядчики первой очереди (государственный сектор)
- Ноттингемская королевская оружейная фабрика (корабельные установки);[11]

Подрядчики первой очереди (частный сектор)
- Vickers-Armstrong Company Ltd;[12]

### Канада
Производство орудий «Бофорс» в Канаде началось осенью 1940 г., первый 40-мм ствол был изготовлен в октябре того же года. На месте было развёрнуто производство корабельных тумбовых лафетов и буксируемых сухопутных вариантов на колёсных лафетах.
Подрядчики первой очереди (частный сектор)
- Chrysler Canada[англ.] (поставки комплектующих);[13]
- Dominion Bridge Company[англ.], Ванкувер, Британская Колумбия;[13]
- Otis-Fensom Elevator Company, Гамильтон, Онтарио;[13]

К октябрю 1942 года, канадское производство достигло показателя около двухсот орудий в месяц (что было в десятки раз меньше темпов производства в США), однако, в связи с отсутствием самостоятельных логистических возможностей, канадские экспедиционные соединения, дислоцированные на Британских островах и в других регионах, снабжались из британских складских запасов, в то время, как орудия канадского производства либо перевозились по суше в США, а оттуда распределялись американской транспортно-логистической службой войск, либо устанавливались на вооружённых судах британского торгового флота, заходивших в канадские порты;.

### США
По состоянию на 1940 г., единственным поставщиком зенитной артиллерии для Армии США была компания Colt Manufacturing Company, изготавливавшая 37-мм автоматическую зенитную пушку M1, при весьма посредственных годовых показателях производства — всего 170 экземпляров в год. К началу 1941 г. им удалось увеличить темпы производства до 40 орудий в месяц, но даже будучи увеличенными почти втрое, эти темпы производства не удовлетворяли растущим потребностям Вооружённых сил США, — отдельного повествования заслуживает история с принятием «Бофорс» на вооружение, так как на тот момент 37-мм орудие устраивало командование Главного управление вооружений Армии США, но Начальник береговой артиллерии генерал-майор Дж. Грин настоял на необходимости 40-мм Бофорс, которое хорошо себя зарекомендовало в период гражданской войны в Испании и в ходе Дюнкеркской операции по эвакуации союзнических сил (в дальнейшем это решение оправдалось, так как по мере интенсификации применения японской стороной камикадзе на Тихоокеанском театре военных действий, на флоте предпочитали дальнобойные «Бофорс», превосходившие и M1 и «Эрликон» по эффективной дальности стрельбы). Интерес командования флота к орудию возник и проявился в 1939 году. Осенью 1940 г. образцы Бофорс независимо друг от друга получили для ознакомительных целей управления вооружения армии и флота, — Главное управление вооружения флота закупило образец у исходного производителя (несмотря на немецкую оккупацию скандинавских стран, торговля Швеции с США продолжалась как минимум до вступления их в войну против Германии), Главное управление вооружения армии получило образец безвозмездно от британской стороны, которая была заинтересована в поставках этого оружия по ленд-лизу. К созданию двух первых опытных образцов приступили до заключения контракта с компанией-патентодержателем, — для нужд флота требовалась спаренная установка с водяным охлаждением стволов, для армии одноствольная установка воздушного охлаждения, — для этих целей 4 января 1941 г. были приглашены инженеры корпорации «Крайслер», которые ознакомились с указанным образцом вооружения, дали своё экспертное заключение относительно перспектив его серийного производства, после чего с автомобилестроительной корпорацией был подписан контракт на поставку орудий в промышленных количествах. Главной проблемой технологического характера на этапе организации серийного производства был перевод чертежей расчётов с метрической в американскую систему мер (кроме того, ситуацию осложняло то обстоятельство, что инженеры «Крайслер» пользовались в расчётах обыкновенными дробями, а инженеры «Йорк» десятичными, в результате чего около двухсот производившихся ими деталей не были взаимозаменяемыми, впоследствии, однако, путём согласования технологий производства, удалось снизить их число до десяти), тем не менее, инженерам «Крайслер», с применением новых технологий производства, удалось сократить производственный процесс сборки и отладки орудий с 450 часов (время, которое требовалось для ручной сборки и подгонки деталей шведским производителям) до менее чем 14 часов, то есть ускорить завершающий этап производственного цикла более чем в 32 раза. 5 февраля 1942 г. первый американский серийный образец орудия «Бофорс» покинул сборочный цех. Американская сторона по своему понимала условия лицензионного договора, поэтому в течение всей войны компания «Бофорс» судилась с американским правительством по вопросу нарушения указанного договора американской стороной и невыплаты полагающихся лицензионных платежей.
В целом, в период Второй мировой войны, производством пушек «Бофорс» и отдельных узлов и агрегатов к ним в США занимались следующие подрядчики:
Подрядчики первой очереди (государственный сектор)
| - Уотервлитский арсенал Армии США (производство и рифление стволов); Подрядчики первой очереди (частный сектор) - Allis-Chalmers; - Chrysler Corporation на 12 заводах при 2000 субподрядчиках (30095 одноствольных и 14442 спаренных установок, свыше 120000 стволов); - Blaw-Knox Company (корабельные тумбовые лафеты); - Firestone Tire & Rubber Company при 350 субподрядчиках (20231 колёсных лафетов и 10434 корабельных тумбовых лафетов); - General Electric Co.; | - General Motors Corporation, Chevrolet Division (стволы); - Northren Pump Company; - Oliver Farm Machinery Company (стволы); - Sperry Corporation, Ford Instrument Company; - Sperry Corporation, Vickers Inc.; - Webster Electric; - Wheland Company (стволы); - Worthington Pump; - York Lock & Safe Company при 481 субподрядчиках (корабельные зенитные орудия). |

### Нацистская Германия
Не следует, однако, забывать, что патентодержатель — компания «Бофорс» вела двустороннее сотрудничество с британо-американскими партнёрами и с немецкой стороной одновременно, причём, тесное шведско-немецкое военно-техническое сотрудничество продолжалось непрерывно с 1921 года, контрагентом «Бофорс» выступал немецкий концерн «Крупп», — фактически, в обмен на некоторые лицензионные права и патенты на технологии производства оружейной стали и артиллерийского производства, инженеры «Крупп» имели неограниченный доступ к любой технической документации на всю текущую продукцию и свободный доступ на производственные предприятия «Бофорс», куда они командировались на регулярной основе, получив доступ к описываемому зенитному орудию и многим другим (например, к ставшей впоследствии знаменитой зенитной пушке «восемь-восемь»). На собственные деньги концерн отправлял туда же офицеров Рейхсвера (будущего Вермахта и войск СС), на заводские и полигонные испытания новых шведских образцов вооружения и т. д. (впрочем, этот аспект оспаривается отдельными иностранными исследователями, со ссылкой на законодательные ограничения, налагавшиеся шведским законодательством на допуск иностранного капитала в страну, так например, британский историк Терри Гандер утверждает, что немецкие инженеры впервые ознакомились с данным орудием только после присоединения Австрии в марте 1938 и вторжения в Польшу в сентябре 1939).

### Другие страны
Лицензионное производство в незначительных количествах было налажено также в Австрии, Бразилии, Венгрии (на заводах MÁVAG в Диошдьёре и Ganz vállalatok в Будапеште), Дании, Индонезии (после обретения независимости), Испании (на фабрике S.A. Placencia de las Armas, в Пласенсия-де-лас-Армас), Италии, Нидерландах (первое государство, получившее права на лицензированное производство), Норвегии и в Польской Республике (в 1935 году 60 шт. было закуплено польским правительством в Швеции, по результатам испытаний были заказаны дополнительные орудия и приобретена лицензия на производство;). В Австрии производство было налажено на следующих предприятиях: Enserfelder-Metallwerken (боеприпасы); Gebrüder Böhler, Капфенберг (стволы, штампованные и кованные детали); Österreichinschen Staatsfabrik, Вена (производство лафетов и конечная сборка). Но ко времени Аншлюса австрийской промышленностью было изготовлено всего 16 орудий (остальные выпускались уже для нацистской Германии). В Финляндии производство «Бофорс» было решено наладить на государственной оружейной фабрике Valtion Tykkitehdas (VTT) в Ювяскюле, но по условиям лицензионного договора с правообладателем, производство финских аналогов могло быть начато только в 1941 году, как раз к моменту начала полномасштабных военных действий на Восточном фронте, но и тогда местное производство не справлялось с производственным планом, в первую очередь, в силу скудности собственной ресурсно-сырьевой базы и постоянных накладок с поставками комплектующих и дефицитного сырья из-за рубежа. Европейские страны, занимавшиеся лицензированным выпуском «Бофорс», значительно интенсифицировали производство после начала их немецкой оккупации для Вермахта, войск СС и местных коллаборационистских вооружённых формирований. Так, в Венгрии был образован производственный консорциум в составе двадцати двух предприятий для производства отдельных узлов и агрегатов орудий. Поставкой и настройкой станков занимались MÁVAG, сборка осуществлялась в Диошдьёре. К марту 1944 показатели производства достигли 40 орудий в месяц. Всего производство MÁVAG за время войны превысило 1300 орудий. Помимо производства венграми орудий, при довольно высоких в сравнении с другими европейскими странами, темпах производства, венгерские инженеры внесли в конструкцию орудия множество полезных инноваций, в частности разработали и внедрили в производство новый привод поворотного устройства вращающейся части установки, который ускорил полный разворот орудия почти вдвое, что было немаловажным преимуществом в боевой обстановке для немецких войск, оснащённых данной инновацией.
В послевоенные годы производство орудий «Бофорс» модели L/70 по лицензии было налажено в ряде стран. 132 орудия было произведено голландской фирмой Bronswerk-Feijenord в Схидаме, субподрядчиком выступала бельгийская Fabrique Nationale в Эрстале, занимавшаяся производством лафетов.

## Поставки
По ленд-лизу из США было поставлено нижеследующим субъектам международных правовых отношений:
- СССР — 5511;
- Британская империя — 2834;
- Силы Свободной Франции — 448;
- Гоминьдан — 80;
- Южноамериканские республики — 4;
- Другие — 2.

Зенитные орудия «Бофорс» стали основным средством противовоздушной обороны в каждой бронетанковой, моторизованной и пехотной дивизии Британской армии.

## Эксплуатация и боевое применение
Несмотря на то, что позже L60 на производстве сменила L70, L60 оставалась на службе в первых рядах вплоть до 1980-х. Бофорс L60 до сих пор используется на ганшипах Lockheed AC-130 для стрельбы по наземным целям.

## Операторы
Следующие государства эксплуатировали «Бофорс» в разное время после Второй мировой войны (зелёным цветом выделены государства, сами занимавшиеся выпуском лицензированных модификаций установок «Бофорс» для своих нужд и на экспорт, светло-голубым цветом выделены государства имевшие лицензию на производство, но по тем или иным причинам закупавшие орудия у других государств, жёлтым цветом в списке выделены виды вооружённых сил национальных государств, использующие импортные установки «Бофорс» американского производства до настоящего времени, по данным за 2012 год, с указанием количества орудий):
- Вооружённые силы Австралии;[43][44]
- Вооружённые силы Австрии;[45]
- Вооружённые силы Алжира;[46]
- Военно-морские силы Аргентины;[46]
- Военно-морские силы Бангладеш;[46]
- Вооружённые силы Бахрейна;[46]
- Вооружённые силы Белиза;
- Вооружённые силы Бельгии;[47]
- Вооружённые силы БиГ;
- Военно-морские силы Бразилии;[46][48]
- Вооружённые силы Брунея;
- Вооружённые силы Великобритании;[49][30]
- Вооружённые силы Венесуэлы (6);[50][51]
- Вооружённые силы Венгрии;[52]
- Военно-морские силы Демократической Республики Вьетнам;[53][54]
- Военно-морские силы Республики Вьетнам;[55]
- Вооружённые силы Ганы;[46]
- Вооружённые силы Гватемалы;[51]
- Сухопутные войска[56][46] и Военно-морские силы ФРГ;[57]
- Колониальные войска Голландской Ост-Индии;[58][59][60]
- Военно-морские силы Греции (95);[47][К 2]
- Вооружённые силы Дании;[47]
- Вооружённые силы Джибути;
- Вооружённые силы Доминиканской Республики;
- Вооружённые силы Египта;[38][46]
- Армия обороны Израиля;[61]
- Вооружённые силы Иордании (216);[51]
- Военно-морские силы Индии;[62]
- Военно-морские силы Индонезии;[46]
- Вооружённые силы Иордании;
- Вооружённые силы Ирака;
- Военно-морские силы Ирана;[46][63]
- Силы обороны Ирландии (30);[64][39]
- Береговая охрана Исландии;[42]
- Вооружённые силы Испании;[61]
- Вооружённые силы Италии;[65][66]
- Вооружённые силы Йемена;
- Вооружённые силы Казахстана;[46]
- Вооружённые силы Камеруна;[46]
- Вооружённые силы Канады;[11][67]
- Вооружённые силы Катара;[46]
- Вооружённые силы Кении;[61]
- Вооружённые силы Кипра;[68]
- Военно-морские силы Китайской Республики (295);[69][К 3]
- Военно-морские силы Колумбии;[46]
- Военно-морские силы Республики Корея;[46]
- Вооружённые силы Кот-д’Ивуара;[46]
- Вооружённые силы Кувейта;[64]
- Вооружённые силы Латвии;[64]
- Вооружённые силы Ливана (10);[51]
- Вооружённые силы Ливийской Народной Джамахирии;[64]
- Вооружённые силы Литвы;[64]
- Вооружённые силы Малайзии;[64][70]
- Вооружённые силы Мальты;[61]
- Военно-морские силы Мексики;[46]
- Вооружённые силы Марокко;[46]
- Военно-морские силы Мьянмы;
- Вооружённые силы Нигерии;[64]
- Вооружённые силы Нидерландов;[71]
- Вооружённые силы Новой Зеландии;[61]
- Вооружённые силы Норвегии;[47][65]
- Вооружённые силы ОАЭ;[46]
- Вооружённые силы Омана;[64]
- Вооружённые силы Пакистана;
- Вооружённые силы Панамы;
- Вооружённые силы Папуа — Новой Гвинеи;
- Военно-морские силы Парагвая;[42]
- Военно-морские силы Перу;[46]
- Войско Польское;[47]
- Военно-морские силы Португалии;[72][47][46]
- Вооружённые силы Румынии;[73][К 4]
- Вооружённые силы Саудовской Аравии (72);[К 5]
- Вооружённые силы Сенегала;[46]
- Вооружённые силы Сингапура;[59][64][75]
- Рабоче-Крестьянская Красная Армия;
- Вооружённые силы Судана;
- Армия, Военно-морские силы, Корпус морской пехоты, Береговая охрана США;[76][77]
- Военно-морские силы Таиланда (16);[51]
- Вооружённые силы Восточного Тимора;
- Вооружённые силы Тринидада и Тобаго;[46]
- Вооружённые силы Туниса;[46]
- Военно-морские силы Турции (262);[К 6]
- Вооружённые силы Уругвая;[64]
- Военно-морские силы Филиппин;[42]
- Силы обороны Финляндии;[47][37][64]
- Силы Свободной Франции
- Вооружённые силы Франции, Французский иностранный легион;[47]
- Военно-морские силы Хорватии;[46]
- Вооружённые силы Черногории;[46]
- Вооружённые силы Чехии;
- Чехословацкая Народная Армия;[47][78]
- Военно-морские силы Чили;[46]
- Вооружённые силы Швейцарии;[79]
- Армия, Военно-морские силы и Служба береговой охраны Швеции;[80][61][81]
- Вооружённые силы Шри-Ланки;[61]
- Военно-морские силы Эквадора;[46]
- Югославская Народная Армия;[82][70]
- Южно-Африканские силы обороны;[61]
- Военно-морские силы Японии;[59][83]

Выпуск нелицензированных копий установок «Бофорс» местного производства без заключения договора с владельцем лицензии (AB Bofors) был освоен в разное время:
- Китай — на заводах Китайской северной промышленной корпорации (копия советской модели, выпускается до сих пор);[68]
- СССР — на заводах № 4, № 8, № 232, № 586 НКВ;[84]
- Нацистская Германия — на различных предприятиях в Германии (Rheinmetall-Borsig AG и др.),[85] и за её пределами, в частности, в Австрии, Венгрии (MÁV и MÁVAG),[86][87] Голландии (Hazemeyer B.V.[англ.] — голландский филиал немецкой компании Siemens & Halske),[88] Норвегии (Waffenfabrik Kongsberg[нем.])[89];
- Япония — японской промышленностью производились точные копии установок американского производства, захваченных в ходе боёв на Малайском архипелаге и на Тихоокеанском ТВД, копированием и испытаниями занимались инженеры Йокосукского военно-морского арсенала, производство было организовано на заводах дзайбацу «Хитати» совместно с Кокурским арсеналом.[59]. Установка была принята на вооружение под названием "40-мм зенитная пушка Тип 5" (яп. 五式四十粍高射機関砲]), но её производство шло крайне медленно: Армия до конца войны успела произвести только 2 пушки, а Императорский флот — 35[90][91][92]. В послевоенные годы сухопутные и морские силы самообороны Японии, а также Береговая охрана использовали установки, предоставленные армией США.

## Боевое применение
Ниже представлен список вооружённых конфликтов, в ходе которых применялись «Бофорс»:
- Гражданская война в Испании (1936—1939),[74]
- Гражданская война в Китае (1936—1939),[74]
- Советско-финская война (1939—1940),[93][94]
- Советско-финская война (1941—1944),[95]
- Вторая мировая война (1939—1945),[96][97]
- Война за независимость Индонезии (1945—1949),[60]
- Американская контрпартизанская война на Филиппинах,[98]
- Холодная война (различные эпизоды),[99][57]
- Корейская война (1950—1953),[100]
- Вторая Индокитайская война (1965—1973),[101]
- Фолклендский конфликт (1982),[99][102][103]
- Вторжение США в Панаму(1989—1990),[55]
- Война в Персидском заливе (1990—1991),[55]
- Война США и НАТО против Югославии (1991—2001),[55]
- Война США и НАТО против Ирака (2003—2011),[104]
- Американская военная интервенция в Сомали (2006),[55]

## Модификации

### Исходные
Зенитные самоходные установки
- L-62 Anti II — ЗСУ, изготовленная совместно с фирмой AB Landsverk на базе танка Strv L-62, с карбюраторным бензиновым двигателем Scania-Vabis[англ.] мощностью 144 л. с., экипаж — пять человек;[105][106]
- Luftvärnskanonvagn 40, сокр. Lvkv 40 — ЗСУ с одноствольным орудием и со спаренным двигателем, не вышедшая за пределы опытно-конструкторских работ по причине отказа заказчика (Шведской армии) из соображений экономии и низкой плотности огня на требуемой дальности до цели;[107]
- Lvkv 42 (в период полевых испытаний значился под индексом Lvkv fm/49, где «fm» — это сокр. от försöks modell, «опытный прототип»; заводской индекс производителя 40 VAK) — ЗСУ с одноствольным орудием L/70. Изготавливалась по заказу Шведской армии в 1954 году, не вышла за пределы войсковых испытаний опытных прототипов;[108]
- Lvkv 43 — ЗСУ со спаренным орудием и электроприводом башни;[109]
- Tridon — модифицированная модель VEAK 4062 на колёсном ходу, на полноприводном шасси Volvo VME 825B повышенной проходимости с шестиколёсной формулой и усиленным бронированием кабины водителя (в передней части машины) и кабины операторов (по центру), и электроприводом артустановки, расположенной в кормовой части на открытой платформе. В ходе ездовых испытаний и проверки ходовых качеств, показала проходимость по снежному покрову метровой толщины. Экипаж — пять человек. Машина имела четыре модификации (Tridon 1, 2, 3 и 4, соответственно).[110] В связи с начавшейся политикой разрядки международной напряжённости и последовавшим сокращением военных бюджетов стран НАТО проект стал неактуален, компания Volvo разрабатывала ещё ряд проектов аналогичного характера и предложила ещё несколько концептов, которые также были отклонены шведским военным ведомством;[111]
- VEAK 4062 — ЗСУ со спаренным орудием L/70 (на шасси аналогичном таковому на безбашенном танке Strv 103), с комбинированной двигательной установкой, включавшей в себя танковый дизель Rolls-Royce K60 мощностью 240 л. с. и газотурбинный двигатель Boeing 502-10MA мощностью 300 л. с. Экипаж — три человека (оператор РЛС наведения, наводчик-оператор и водитель) в разделённой вращающейся башне (водитель слева от орудия, операторы справа). Разрабатывалась также модификация ЗСУ на колёсном ходу;

### Лицензионные
| - универсальная спаренная установка Mk 1; - универсальная счетверённая установка Mk 2; - универсальная одноствольная установка Mk 3; - спаренная установка с водяным охлаждением стволов Mk 4; - одноствольная установка с гидравлическим приводом и воздушным охлаждением стволов Mk 7; | - одноствольная установка с электроприводом (с питанием от аккумулятора) и водяным охлаждением стволов Mk 8; - шестиствольная установка с электроприводом и воздушным охлаждением стволов Mk 9; - счетверённая установка с водяным охлаждением стволов Mk 10; - спаренная установка с водяным охлаждением стволов Mk 11; |

- — буксируемая зенитная установка на колёсном лафете 36M;[115]
- — зенитная самоходная установка (legvedelmi harckocsi) 40M Nimrod (на базе шведского лёгкого танка Strv L-62);[73][116]
- — авиадесантируемая установка на крестообразном колёсном лафете Bantam;[117]
- — корабельная тумбовая лафетная установка Boffin;[13]
- — 37-мм автоматическая зенитная пушка образца 1939 года (61-К);[47][118]
- — ЗСУ AMX-10 компании GIAT Industries;[119]
- — ЗСУ AMX-13 компании GIAT Industries с башенной установкой, разработанной фирмой Société d’Applications des Machines Motrices SA.[120]

## Сравнительные характеристики
| Тактико-технические характеристики автоматических зенитных орудий калибра 37—40 мм |                                           |                                      |                                 |                                 |                    |                                      |
| Характеристика                                                                     | 61-К                                      | Bofors                               | Flak 36                         | Flak 43                         | QF 2 pdr AA Mk.I   | M1A2                                 |
| Страна                                                                             | Союз Советских Социалистических Республик | Швеция                               | Нацистская Германия             | Нацистская Германия             | Великобритания     | Соединённые Штаты Америки            |
| Калибр, мм/длина ствола, клб.                                                      | 37/62,6                                   | 40/56                                | 37/63                           | 37/57                           | 40/56              | 37/53,5                              |
| Масса в походном положении, кг                                                     | 2100                                      | 1920—2100                            | 2400                            | 2000                            | ?                  | 2777                                 |
| Масса в боевом положении, кг                                                       | 2100                                      | 1920—2100                            | 1550                            | 1250                            | 2280               | 2777                                 |
| Тип повозки                                                                        | четырёхколёсная с неотделяемым ходом      | четырёхколёсная с неотделяемым ходом | двухколёсная с отделяемым ходом | двухколёсная с отделяемым ходом | с отделяемым ходом | четырёхколёсная с неотделяемым ходом |
| Масса осколочного снаряда, кг                                                      | 0,73                                      | 0,9                                  | 0,62                            | 0,62                            | 0,82               | 0,61                                 |
| Начальная скорость осколочного снаряда, м/с                                        | 866—880                                   | 800—880                              | 820                             | 820                             | 725                | 792                                  |
| Скорострельность, выстр/мин (практическая)                                         | 160—170 (90)                              | 120 (100)                            | 160 (120)                       | 250 (160)                       | 120 (98)           | 120 (90)                             |

## Где можно увидеть
- Россия — Музей отечественной военной истории в деревне Падиково Истринского района Московской области.

## Комментарии
1. ↑  Ствол оригинальной шведской модели перегревался уже после 100 выстрелов, а замена его была сложной операцией.
2. ↑  Приобретены правительством Греции у ФРГ.[51]
3. ↑  Ряд зенитных установок в Вооружённых силах Тайваня был переделан под пусковые установки ракет TOW.[51]
4. ↑  Приобретены правительством Румынии у Польши.[74]
5. ↑  Приобретены правительством Саудовской Аравии у Испании.[61]
6. ↑  Приобретены правительством Турции у ФРГ.[51]